# Se'n Gud till barn mig tog åt sig
Se'n Gud till barn mig tog åt sig (originaltitel Since Christ My Soul From Sin Set Free) är en sång från 1898 med text av Charles F Butler och musik av James M Black. Den svenska översättningen gjordes före 1912 av James Toft och texten bearbetades ytterligare 1986.

## Publicerad i
- Kristus vandrar bland oss än 1965, som nr 29.
- Psalmer och Sånger som nr 652 under rubriken "Att leva av tro - Glädje - tacksamhet".[1]
- Frälsningsarméns sångbok 1990 som nr 514 under rubriken "Lovsång, tillbedjan och tacksägelse".
- Sångboken 1998 som nr 110.

- Frälsningsarméns sångbok 1968 endast refängen, O, halleluja, fröjd det är som nr 115 i körsångsdelen under rubriken "Jubel, Strid Och Erfarenhet".